# Brukenthalmuseum
Het Nationaal Brukenthalmuseum (Roemeens: Muzeul Naţional Brukenthal) is een museum in de Roemeense stad Sibiu. Het is ondergebracht het het laatachttiende-eeuwse stadspaleis van Samuel von Brukenthal, de Habsburgse gouverneur van Zevenburgen die er rond 1790 zijn eerste verzamelingen aanlegde. De collectie werd voor het eerst opengesteld aan het publiek in 1817, wat het museum een van de oudste van hedendaags Roemenië maakt.
Hoewel ook andere collecties tot het museum behoren en op verschillende locaties in de stad zijn ondergebracht, bevinden de kunstgalerijen zich in het Brukenthal-paleis. Deze collectie bevat ongeveer 1.200 werken die behoren tot de heersende Europese kunststromingen van de 15e tot de 18e eeuw uit Vlaanderen, Duitsland, Oostenrijk, Italië, Spanje en Frankrijk. Hieronder bevinden zich onder meer werken van Jan van Eyck (Man met de blauwe kaproen), Lucas Cranach de Oudere, Titiaan, en Pieter Bruegel de Jonge. Naast schilderijen bevat de collectie ook boeken, muntstukken, tapijten, mineralen en gravures.
De Brukenthalbibliotheek is eveneens in het Brukenthal-paleis ondergebracht en bevat ongeveer 300.000 stuks, zoals manuscripten, zeldzame buitenlandse boeken, boeken in het Oudroemeens en incunabels. Daarnaast zijn ook een geschiedenismuseum, apotheekmuseum, natuurhistorisch museum en een wapen- en jachttrofeeënmuseum deel van het Brukenthalmuseum.

## Galerij

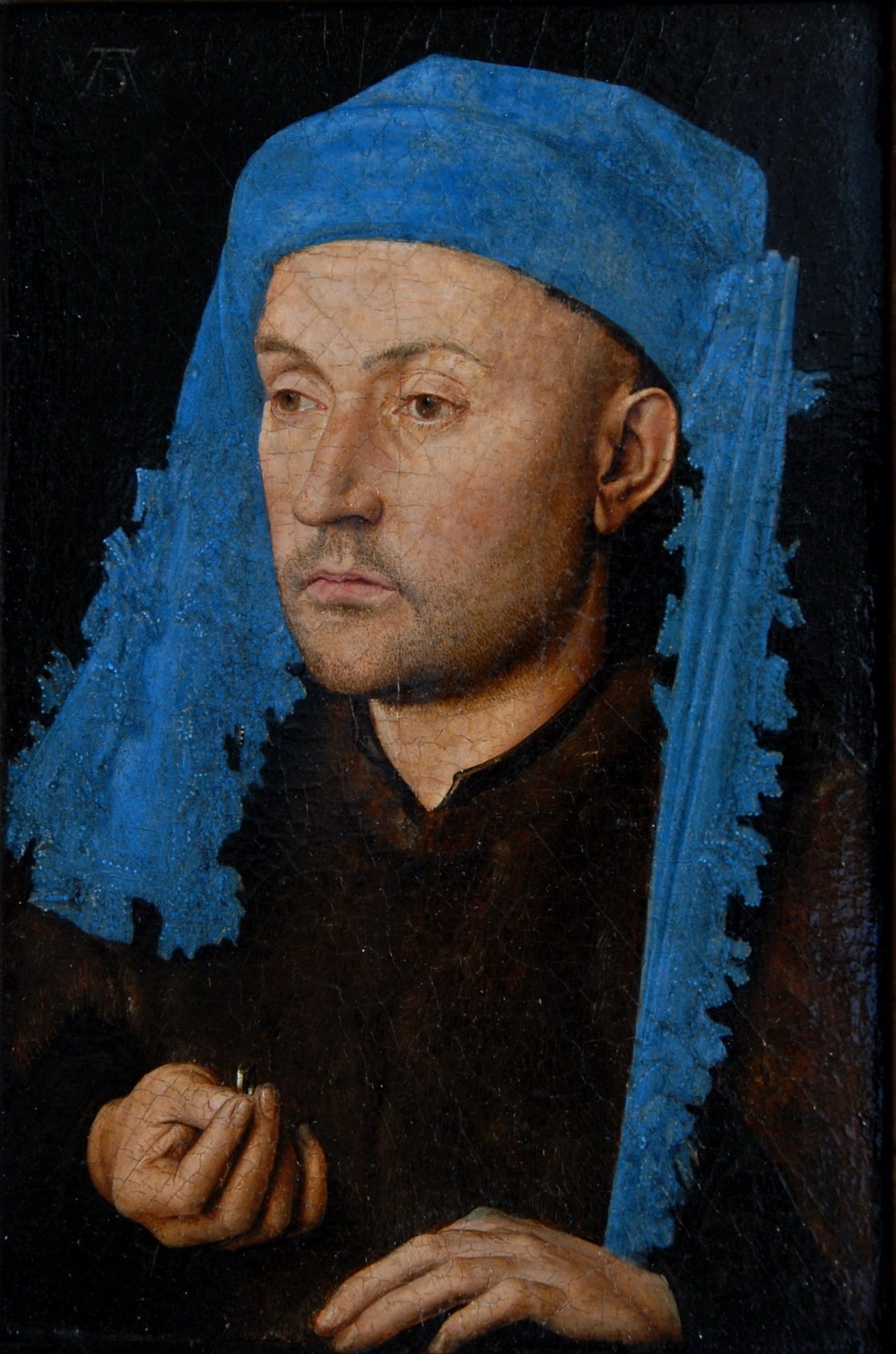
Jan van Eyck: Man met de blauwe kaproen
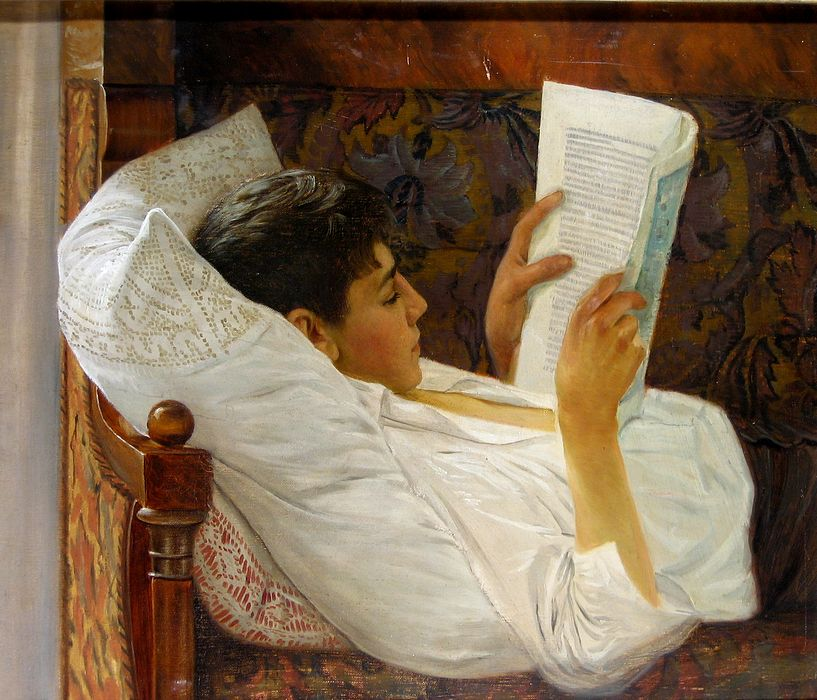
Octavian Smigelschi: Lezende jongen
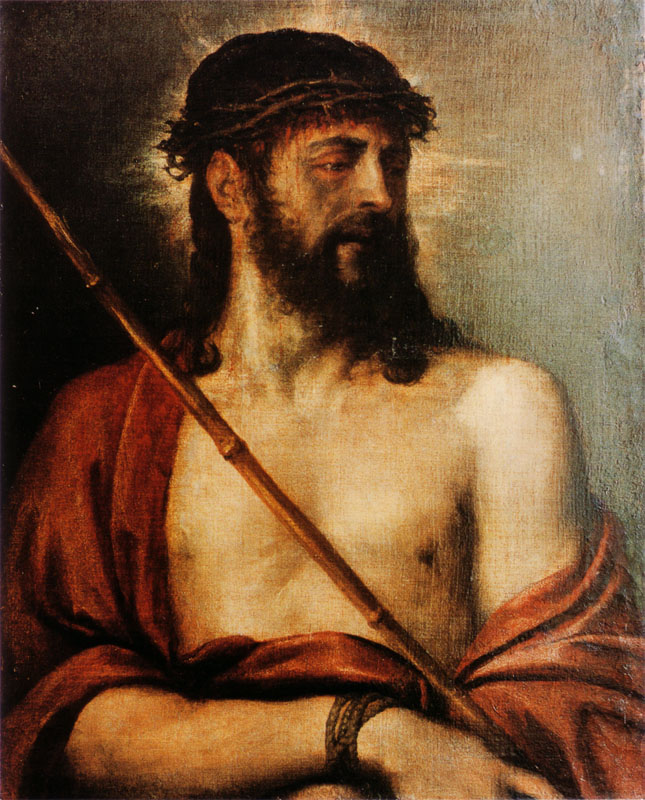
Titiaan: Ecce Homo
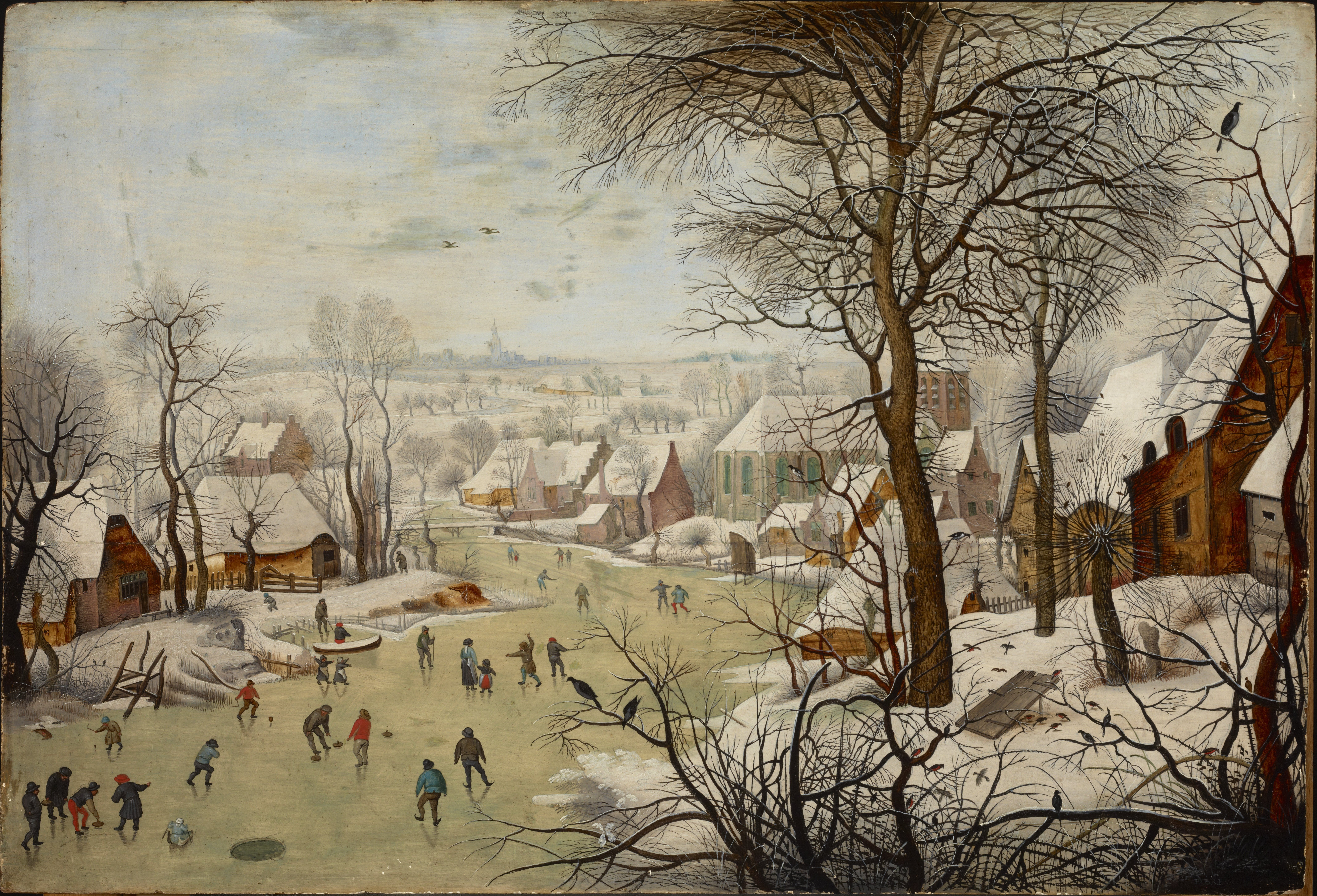
Pieter Brueghel de Jonge: Winterlandschap met vogelval